# 福井県道234号福井空港線
福井県道234号福井空港線（ふくいけんどう234ごう ふくいくうこうせん）は福井県坂井市内に終始する主要地方道と空港を結ぶ一般県道である。

## 路線概要
福井県道5号と福井空港とを結ぶ役割を担っている路線である。空港西部からのアクセスを担っており、国道8号など空港東部からのアクセスには対応していない。大部分を福井県道102号および福井県道29号と重複しているため、単独区間は非常に短い路線である。また上記の福井県道5号と福井県道29号を結ぶという役割りも補助的にではあるが担っている道路である。

### 路線データ
- 起点：福井県坂井市春江町江留中
- 終点：同市春江町松木

## 道路状況
福井空港は定期便を持たず非常時の離着陸や、個人または団体の飛行機競技の練習などに使われる程度の空港なので普段は交通量は非常に少ない。しかし福井県道5号と福井県道29号の間の区間は互いを行き来する上で重要な区間となっており、他の区間より交通量が多くなっている。また同空港でイベントが行われる際には当然混雑するので注意が必要である。

## 接続路線
- 芦原街道（福井県道5号福井加賀線）（終点）
- 福井県道29号福井金津線（重複）
- 福井県道102号春江川西線（重複）
- 福井県道108号春江丸岡線

## 沿線
- 福井空港
- えちぜん鉄道三国芦原線 西春江ハートピア駅